# John Resig
John Resig es un programador y empresario, conocido por ser el Evangelista de JavaScript de la Fundación Mozilla, creador y líder de desarrollo de la biblioteca JavaScript jQuery, autor de un libro técnico sobre JavaScript y de uno de los blogs más leídos, con una media de 13.000 suscriptores.
Es graduado en la licenciatura de Ciencias de la Computación por la Rochester Institute of Technology.
También ha contribuido en proyectos sobre las librerías de JavaScript, incluyendo Processing.js, un convertidor del lenguaje de programación Processing al lenguaje JavaScript.
Resig es un frecuente invitado en empresas internacionales como Google y Yahoo! e imparte conferencias por todo del mundo.

## Obra bibliográfica
John Resig es autor de los siguientes libros sobre programación JavaScript avanzada:
- Pro JavaScript Techniques, un manual de técnicas avanzadas.[5]
- Secrets of the JavaScript Ninja, cuya publicación anunció en 2008.[6]